# Polyalthia jenkinsii
Polyalthia jenkinsii (Hook.f. & Thomson) Hook.f. & Thomson – gatunek rośliny z rodziny flaszowcowatych (Annonaceae Juss.). Występuje naturalnie w Indiach (w stanach Asam i Manipur oraz na wyspach Andamanach i Nikobarach), Bangladeszu, Mjanmie, Tajlandii, Wietnamie, na Filipinach, w Malezji oraz Indonezji. 

## Morfologia
PokrójZimozielone drzewo. Młode pędy są owłosione.
LiścieMają kształt o eliptycznego do podłużnie lancetowatego. Mierzą 10–20 cm długości oraz 4–6 cm szerokości. Nasada liścia jest od ostrokątnej do zaokrąglonej. Blaszka liściowa jest o spiczastym wierzchołku. Ogonek liściowy jest owłosiony i dorasta do 6–8 mm długości.
KwiatySą pojedyncze, rozwijają się w kątach pędów. Wydzielają zapach. Mają białą lub żółtawą barwę. Mierzą 6–8 mm długości. Działki kielicha mają kształt od owalnego do prawie okrągłego, są owłosione i dorastają do 3–5 mm długości. Płatki mają lancetowaty kształt i zielonożółtawą barwę, są owłosione, osiągają do 35–40 mm długości. Kwiaty mają owłosione owocolistki o podłużnie równowąskim kształcie i długości 1–2 mm.
OwocePojedyncze mają podłużnie równowąski kształt, zebrane w owoc zbiorowy. Są osadzone na szypułkach. Osiągają 15 mm długości.

## Biologia i ekologia
Kwitnie od sierpnia do października, natomiast owoce dojrzewają od czerwca do lipca.